# Prospekt (konst)
Prospekt (latin prospectus utsikt, anblick) betyder i den äldre konstterminologin en framställning av gator, torg, husgrupper eller landskap med byggnader.